# Teoria generațiilor Strauss–Howe
Teoria generației Strauss-Howe, denumită și Teoria celei de a Patra Cotituri, creată de autorii William Strauss și Neil Howe, descrie un ciclu teoretic al generațiilor din istoria Americii. 
Potrivit teoriei, evenimentele istorice sunt asociate cu personaje generaționale recurente (arhetipuri). Fiecare arhetip generațional dezlănțuie o nouă eră (numită cotitură) în care există un nou climat social, politic și economic. Cotiturile au tendința de a dura aproximativ 20–22 de ani. Acestea fac parte dintr-un ciclu larg numit saeculum (care se întinde de obicei pe 80–100 de ani, deși unele saecula au durat mai mult). 
Teoria afirmă că, după fiecare saeculum, reapare o criză în istoria Americii, care este urmată de o revenire (apogeu). În timpul acestei redresări, instituțiile și valorile comunitare sunt puternice. În cele din urmă, arhetipurile generațiilor viitoare atacă și slăbesc instituțiile în numele autonomiei și individualismului, ceea ce creează, în cele din urmă, un mediu politic tumultuos care sporește condițiile pentru o altă criză. 
Strauss și Howe au pus bazele teoriei lor în cartea Generațiile din 1991, care discută despre istoria Statelor Unite ca o serie de biografii generaționale care datează din 1584. În cartea din 1997 The Fourth Turning (A patra cotitură), autorii au extins teoria pentru a se concentra pe un ciclu de patru generații și epoci recurente ale unor climate sociale în istoria americană. De atunci, ei au extins conceptul într-o varietate de publicații. Acesta a fost dezvoltat pentru a descrie istoria Statelor Unite, inclusiv a celor Treisprezece Colonii și antecedentelor britanice. Cu toate acestea, autorii au analizat și tendințele generațiilor din alte părți ale lumii și au descris cicluri similare în mai multe țări dezvoltate.
Răspunsul academic la teorie a fost amestecat — unii îl aplaudă pe Strauss și pe Howe pentru „teza lor îndrăzneață și plină de imaginație”, iar alții critică teoria. Critica s-a concentrat pe lipsa unor dovezi empirice riguroase pentru afirmațiile lor și pe opinia autorilor că grupările generaționale sunt mult mai puternice decât alte grupări sociale, cum ar fi clasa economică, rasa, sexul, religia și partidele politice. Potrivit The New York Times, mulți istorici universitari resping lucrarea lui Strauss & Howe ca fiind "la fel de științific ca astrologia sau ca un text scris de Nostradamus”. Teoria generațiilor Strauss-Howe a fost descrisă de unii istorici și jurnaliști ca „pseudostiință“ și „un horoscop istoric elaborat, care nu va rezista unui control științific.”

## Istorie
Parteneriatul între William Strauss și Neil Howe a început la sfârșitul anilor 1980, când ei au început să scrie prima lor carte, Generații, care discută despre istoria Statelor Unite ca o succesiune de biografii generaționale. Fiecare a scris pe teme generaționale: Strauss despre Baby Boomers și recrutarea pentru Războiul din Vietnam, în vreme ce Howe s-a concentrat pe generația GI și programele federale sociale. Strauss  a scris două cărți cu Lawrence Baskir despre modul în care războiul din Vietnam i-a afectat pe Baby Boomers (Șanse și circumstanțe: Proiectul războiului și generația din Vietnam (1978) și Reconcilierea după Vietnam (1977)). Neil Howe a studiat ceea ce el credea a fi misecuvinismul americanilor din anii 1980 si a fost coautor al cărții On Borrowed Time: How America's entitlement ego puts America's future at risk of Bankruptcy în 1988, împreună cu Peter George Peterson. Interesul autorilor față de generații ca subiect mai larg a apărut după ce s-au întâlnit la Washington, DC și au început să discute legăturile dintre fiecare dintre lucrările lor anterioare.
Ei s-au întrebat de ce Boomerii și generația GI au dezvoltat modalități atât de diferite de a privi lumea, precum și despre experiențele formatoare ale acestor generații, care au determinat concepțiile lor diferite. Ei se întrebau și dacă generațiile anterioare au acționat în mod similar, iar cercetările lor au discutat analogii istorice cu generațiile actuale. Ei au descris în cele din urmă un model recurent din istoria anglo-americană a patru tipuri generaționale, fiecare cu o personalitate colectivă distinctă și cu un ciclu corespunzător de patru tipuri diferite de epocă, fiecare cu un climat distinct. Bazele acestei teorii au fost descrise în lucrarea Generations din 1991. Strauss și Howe și-au detaliat teoria și au actualizat terminologia în The Fourth Turning în 1997. Generations a ajutat la popularizarea ideii că oamenii dintr-o anumită grupă de vârstă tind să aibă în comun un set distinct de credințe, atitudini, valori și comportamente, deoarece toți cresc și înaintează în vârstă într-o anumită perioadă a istoriei.
În Generations (1991) și în The Fourth Turning (1997), ei au discutat despre decalajul dintre generația baby boomers și părinții lor și au anticipat că nu va exista niciun decalaj între mileniali și parintii lor. În 2000, au publicat Millenials Rising. O recenzie din New York Times pentru această carte avea titlul: Ce nu este bine cu copiii din ziua de azi? Nimic, și descria mesajul cărții Millennials Rising ca fiind „noi boomerii creștem o cohortă de copii care sunt mai deștepți, mai descurcăreți și mai bine-crescuți decât orice generație dinaintea lor”, spunând că cartea complimentează cohorta Baby Boomerilor lăudându-le acestora aptitudinile de parenting.
La mijlocul anilor 1990, autorii au început să primească întrebări despre modul în care cercetarea lor ar putea fi aplicată problemelor strategice din cadrul organizațiilor. Ei au căpătat o reputație de pionieri într-un domeniu în creștere și au început să vorbească frecvent despre munca lor la evenimente și conferințe. În 1999, au înființat LifeCourse Associates, o companie de publishing, prelegeri și consultanță, construită pe teoria lor. În calitate de parteneri în cadrul LifeCourse, aceștia au ținut prelegeri principale, au oferit servicii de consultanță și comunicări personalizate către clienți corporativi, non-profit, guvern și din domeniul educațional. Ei au și scris șase cărți în care afirmă că generația milenialilor transformă diferite sectoare, inclusiv școlile, colegiile, divertismentul și locul de muncă.   
La 18 decembrie 2007, William Strauss a murit la vârsta de 60 de ani de cancer pancreatic. Neil Howe continuă să extindă LifeCourse Associates și să scrie cărți și articole despre o varietate de subiecte generaționale. În fiecare an,  Howe ține aproximativ 60 de prelegeri, adesea urmate de ateliere personalizate, la colegii, școli elementare și corporații. Neil Howe este consilier de politici publice pentru grupul Blackstone, consilier senior al Coaliției Concord și senior asociat la Centrul pentru Studii Strategice și Internaționale.
Steve Bannon, fostul strateg-șef și consilier prezidențial al lui Donald Trump, este un susținător proeminent al teoriei. Ca documentarist, Bannon a discutat detaliile teoriei generației Strauss-Howe în Generation Zero. Potrivit istoricului David Kaiser, care a fost consultat  pentru acest film,  Generation Zero „s-a concentrat pe aspectul cheie al teoriei lor, ideea că istoria americană a fost marcată de o criză sau de o a patra cotitură”, care a distrus o veche ordine și a creat una nouă”. Kaiser a spus că Bannon este „foarte familiarizat cu teoria crizei a lui Strauss și Howe și s-a gândit să o folosească pentru a atinge anumite obiective de ceva timp”. Un articol din februarie 2017 din Business Insider intitulat: „Steve Bannon's obsession with a dark theory of history should be worrisome" comenta: „Bannon pare să încerce să înfăptuiască a patra cotitură”.

## Lucrări
Lucrarea lui Strauss și Howe combină istoria cu profeția. Acestea au furnizat informații istorice privind generațiile vieții și ale trecutului și au făcut diverse predicții. Multe dintre previziunile lor se refereau la generația milenială, care erau copii mici atunci când și-au început activitatea, lipsind astfel date istorice semnificative. În prima lor carte Generații (1991), Strauss și Howe descriu istoria SUA ca o succesiune a biografiilor generațiilor anglo-americane de la 1584 până în prezent și descriu un ciclu teoretic recurent de generații în istoria americană. Autorii prezintă un model de patru faze repetate, tipuri de generații și un ciclu recurent de treziri spirituale și crize seculare, de la coloniile fondatoare ale Americii până în prezent.  
În 1997, autorii au publicat The Fourth Turning: A Prophecy American, care dezvoltă ideile prezentate în Generations și și-a extins ciclurile înapoi la începutul secolului al XV-lea. Autorii au început să folosească nume mai colorate pentru arhetipurile generaționale — de ex. "Civicii" au devenit "Eroii" (pe care ei i-au aplicat generației mileniale), "Adaptivii" au devenit "Artiști" — și termenii „cotitură” și „saeculum” pentru ciclurile generațiilor. Titlul este o referire la ceea ce prima lor carte numea o perioadă de criză, pe care se așteptau să o repete la scurt timp după trecerea în noul mileniu.

## Definirea unei generații
Strauss și Howe definesc o generație socială ca ansamblu al tuturor oamenilor născuți de-a lungul unei perioade de aproximativ douăzeci de ani sau de-a ungul unei faze a vieții: copilărie, vârstă tânără, vârstă mijlocie și vârstă înaintată. Generațiile sunt identificate (de la prima naștere până la ultima) prin căutarea unor grupuri de cohorte de această lungime care împărtășesc trei criterii. În primul rând, membrii unei generații împărtășesc ceea ce autorii numesc o locație de vârstă în istorie: aceștia se confruntă cu evenimente istorice și cu tendințe sociale cruciale în perioada în care se află în aceeași fază a vieții. În această perspectivă, membrii unei generații sunt modelati în mod durabil de epocile pe care le întâlnesc la vârsta copilăriei și a tinereții adulte, și împărtășesc anumite credințe și comportamente comune. Conștient de experiențele și trăsăturile pe care le împărtășesc cu tovarășii lor, membrii unei generații ar împărtăși, de asemenea, un sentiment de apartenență comună percepută la acea generație.
Ei și-au întemeiat definiția unei generații pe opera unor scriitori și gânditori sociali, de la scriitori străini precum Polybius și Ibn Khaldun la teoreticieni sociali moderni precum José Ortega y Gasset, Karl Mannheim, John Stuart Mill, Émile Littré, Auguste Comte, și François Mentré.

### Cotituri
În timp ce scriau lucrarea Generations, Strauss și Howe descriu un model teoretic în generațiile istorice pe care le-au examinat, despre care se spune că gravitau în jurul unor evenimente generaționale pe care le numesc cotituri. În Generations și, mai detaliat, în The Fourth Turning, ei descriu un ciclu de epoci sau climate sociale în patru etape, pe care ei le numesc „cotituri”. Acestea sunt: „Apogeul”, „Deșteptarea”, „Destrămarea” și „Criza”. 

#### Apogeul (High)
Potrivit lui Strauss și lui Howe, prima cotitură este Apogeul, care apare după o Criză. În timpul Apogeului, instituțiile sunt puternice și individualismul este slab. Societatea este încrezătoare în direcția în care se îndreaptă la nivel colectiv, dar cei din afara centrului majoritar se simt de multe ori marginalizați sau sub o presiune conformistă.
Potrivit autorilor, cea mai recentă cotitură de Apogeu a fost perioada de imediat după încheierea celui de al Doilea Război Mondial, începând din 1946 și terminând cu asasinarea lui John F. Kennedy pe 22 noiembrie 1963.

#### Deșteptarea (Awakening)
Conform teoriei, a doua cotitură este Deșteptartea. Aceasta este o epocă în care instituțiile sunt atacate în numele autonomiei personale și spirituale. Chiar când societatea atinge progresul public maxim, oamenii devin  brusc obosiți de disciplina socială și doresc să recupereze un sentiment de „conștiință de sine”, „spiritualitate” și „autenticitate personală”. Tinerii activiști privesc precedentul Apogeu ca pe o eră de sărăcie culturală și spirituală.
Strauss & Howe declară că cea mai recentă Deșteptare a Statelor Unite a fost „Revoluția conștiinței”, care a izvorât din revoltele studențești și din orașe de la mijlocul anilor 1960, și până la revoltele fiscale de la începutul anilor 1980.

#### Destrămarea (Unraveling)
Potrivit lui Strauss și Howe, a treia cotitură este Destrămarea. Starea de spirit a acestei epoci, spun ei, este în multe privințe contrariul unui Apogeu: instituțiile sunt slabe și nesigure, în timp ce individualismul este puternic și înfloritor. Autorii spun că Apogeele vin după Crize, când societatea dorește să coalizeze și să construiască și să evite moartea și distrugerea crizei anterioare. Destrămările vin după Deșteptări, atunci când societatea dorește să se atomizeze și să se bucure. Ei spun că cea mai recentă Destrămare din SUA a început în anii 1980 și include lunga explozie economică din anii 1990⁠(d) și Războiul Cultural⁠(d).

#### Criza (Crises)
Potrivit autorilor, a patra cotitură este o Criză. Aceasta este o eră a distrugerii, care implică adesea războaie sau revoluție, în care viața instituțională este distrusă și reconstruită ca răspuns la o amenințare percepută pentru supraviețuirea națiunii. După criză, autoritatea civică revine, redirecționarea expresiei culturale către scop comunitar și oamenii încep să se situeze ca membri ai unui grup mai larg.
Autorii spun că precedenta a patra cotitură a SUA a inceput cu crahul Wall Street din 1929 și a culminat cu sfârșitul celui de al Doilea Război Mondial. Generația GI (pe care ei o numesc arhetip eroic, născută între 1901 și 1924) a ajuns la maturitate în această epocă. Ei spun că încrederea, optimismul și perspectivele lor colective au reprezentat climatul social al acelei ere. Autorii afirmă că generația milenialilor (pe care ei o descriu tot ca arhetip eroic, născută din 1982 până în 2004) prezintă multe trăsături similare cu cele ale tineretului GI, pe care îl descriu ca incluzând: creșterea angajamentului civic, îmbunătățirea comportamentului și încrederea colectivă.

### Ciclu
Autorii descriu fiecare cotitură ca având durata de aproximativ 20–22 de ani. Patru cotituri alcătuiesc un ciclu complet de aproximativ 80 până la 90 de ani, pe care autorii îl numesc Saeculum, după cuvântul latin care înseamnă „o viață umană lungă” și „un secol natural”.
Schimbările generaționale modelează ciclul de cotituri și determină periodicitatea acestuia. Pe măsură ce fiecare generație trece în faza viitoare (și își asumă un nou rol social), starea și comportamentul societății se schimbă fundamental, dând naștere unei noi schimbări. Prin urmare, există o relație simbiotică între evenimentele istorice și personalitățile generaționale. Evenimentele istorice formează generații în copilărie și în adulții tineri; atunci, ca părinți și lideri în mijlocul vieții și în vârstă, generațiile, la rândul lor, formează istoria.
Fiecare dintre cele patru cotituri are un climat social distinct care se repetă la fiecare Saeculum. Strauss și Howe descriu aceste răsturnări drept „anotimpurile istoriei”. La o extremă este Deșteptarea, care este analogă verii, iar la cealaltă extremă este Criza, care este analogă cu iarna. Cotiturile dintre ele sunt anotimpuri de tranziție, Apogeul și Destrămarea sunt similare primăverii și, respectiv, toamnei. Strauss și Howe au discutat 26 de cotituri teoretice în peste 7 saecula din istoria anglo-americană, începând cu anul 1435 până astăzi. 
Miezul ideilor lui Strauss & Howe este o alternanță de bază între două tipuri diferite de epoci, crize și deșteptări. Ambele sunt epoci definitorii în care oamenii observă că evenimentele istorice le modifică radical mediul social. Crizele sunt perioade marcate de tulburări seculare majore, când societatea se concentrează asupra reorganizării lumii exterioare a instituțiilor și a comportamentului public (se spune că ultima criză americană era perioada cuprinsă între Marea Depresiune și al Doilea Război Mondial). Deșteptările sunt perioade marcate de reînnoire culturală sau religioasă, când societatea se concentrează pe schimbarea lumii interioare a valorilor și a comportamentului personal (ultima deșteptare americană a fost "Revoluția conștiinței" din deceniile anilor 1960 și 1970).
În timpul crizelor, pericolul mare provoacă un consens social, o etică a sacrificiului personal și o ordine instituțională puternică. În timpul deșteptării, apare o etică a individualismului, iar ordinea instituțională este atacată de noi idei sociale și agende spirituale. Potrivit autorilor, la fiecare optzeci la nouăzeci de ani — durata unei lungi vieți umane — apare o criză națională în societatea americană. Aproximativ la jumătatea distanței până la următoarea criză, apare o deșteptare culturală (istoric, acestea au fost deseori numite „Mari Deșteptări”).
În descrierea acestui ciclu de crize și deșteptări, ele se bazează pe activitatea altor istorici și a specialiștilor în științe sociale care au discutat cicluri lungi în istoria americană și europeană. Ciclul crizelor corespunde unor cicluri lungi de războaie identificate de către cercetători precum Arnold J. Toynbee, Quincy Wright și LL Ferrar Jr. și cu ciclurile geopolitice identificate de William R. Thompson și George Modelski. Strauss și Howe spun că ciclul lor de deșteptări corespunde lucrării lui Anthony Wallace cu privire la mișcările de revitalizare; se mai spune că crizele și deșteptările recurente corespund ciclurilor în doi timpi din politică (Walter Dean Burnham, Arthur Schlesinger Sr. și Jr. ), afaceri externe (Frank L. Klingberg) și economie (Nikolai Kondratieff) ca și în cazul oscilațiilor pe termen lung în ceea ce privește criminalitatea și abuzul de substanțe.

### Arhetipurile
Autorii spun că două tipuri diferite de eră și două locații de vârstă formativă asociate cu ele (copilărie și tinerețe adultă) produc patru arhetipuri generaționale care se repetă secvențial, în ritm cu ciclul crizelor și deșteptărilor. În Generations, ei denumesc aceste patru arhetipuri idealist, reactiv, civic și adaptiv. În The Fourth Turning (1997), ei schimbă această terminologie în Profet, Nomad, Erou și Artist. Ei spun că generațiile din fiecare arhetip nu numai că au o vârstă-locație comună în istorie, ci și unele atitudini fundamentale față de familie, risc, cultură și valori și angajament civic. În esență, generațiile formate de experiențe asemănătoare ale vieții timpurii dezvoltă personalități colective similare și urmează traiectorii de viață similare. Până în prezent, Strauss și Howe au descris 25 de generații în istoria anglo-americană, fiecare cu un arhetip corespunzător. Autorii descriu arhetipurile după cum urmează: 

#### Profeții

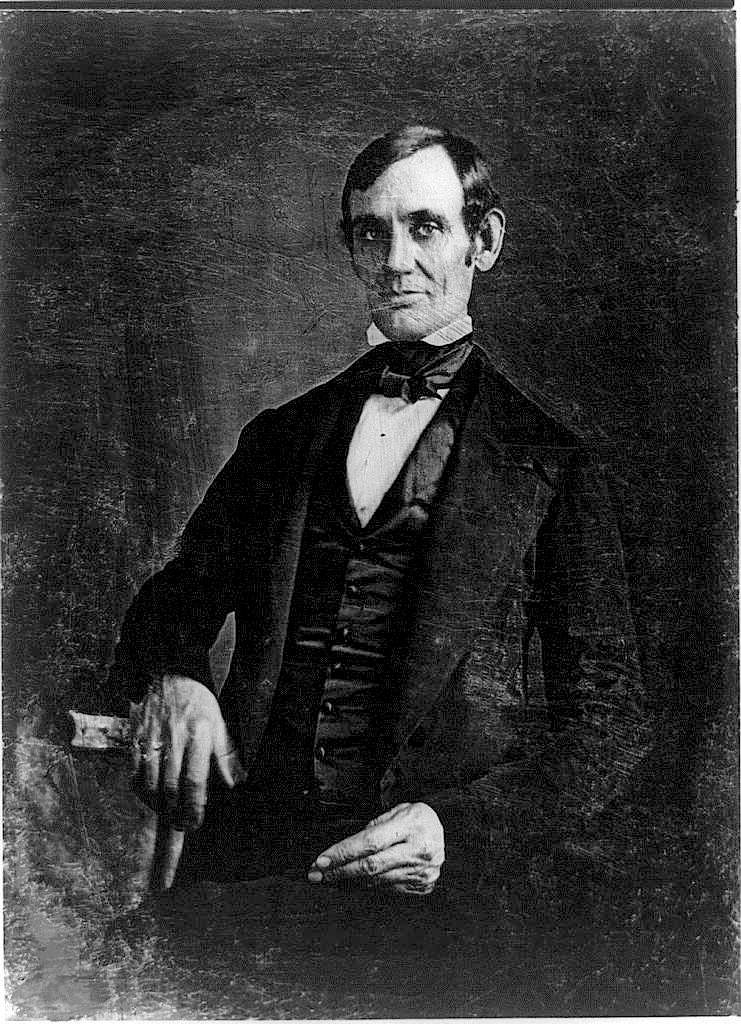
Abraham Lincoln, născut în 1809. Strauss și Howe l-ar identifica drept membru al generației transcendentale.

Generațiile de Profeți (Idealiști) încep copilăria într-o vreme de Apogeu, o vreme de viață comunitară puternică și de consens în jurul unei noi ordini sociale. Profeții cresc drept copiii din ce în ce mai răsfățați ai acestei epoci postcriză, se maturizează tineri cruciați autocentrați ai unei deșteptări, se concentrează asupra moralei și principiilor la mijlocul vieții și ajung ca vârstnici care conduc o altă criză. Exemple: generație transcendentală, generație misionară, baby boomers. 

#### Nomazii
Generațiile de Nomazi (reactivi) încep copilăria în timpul unei Deșteptări, o vreme de idealuri sociale și de programe spirituale, atunci când adulții tineri atacă cu pasiune ordinea instituțională stabilită. Nomazii cresc drept copii sub-protejați în timpul acestei deșteptări, se maturizează ca tineri adulți alienați, post-deșteptare, devin lideri pragmatici la mijlocul vieții în timpul unei crize și îmbătrânesc ca vârstnici rezistenți postcriză. Exemple: generația aurită, generația pierdută, generația X.

#### Eroii

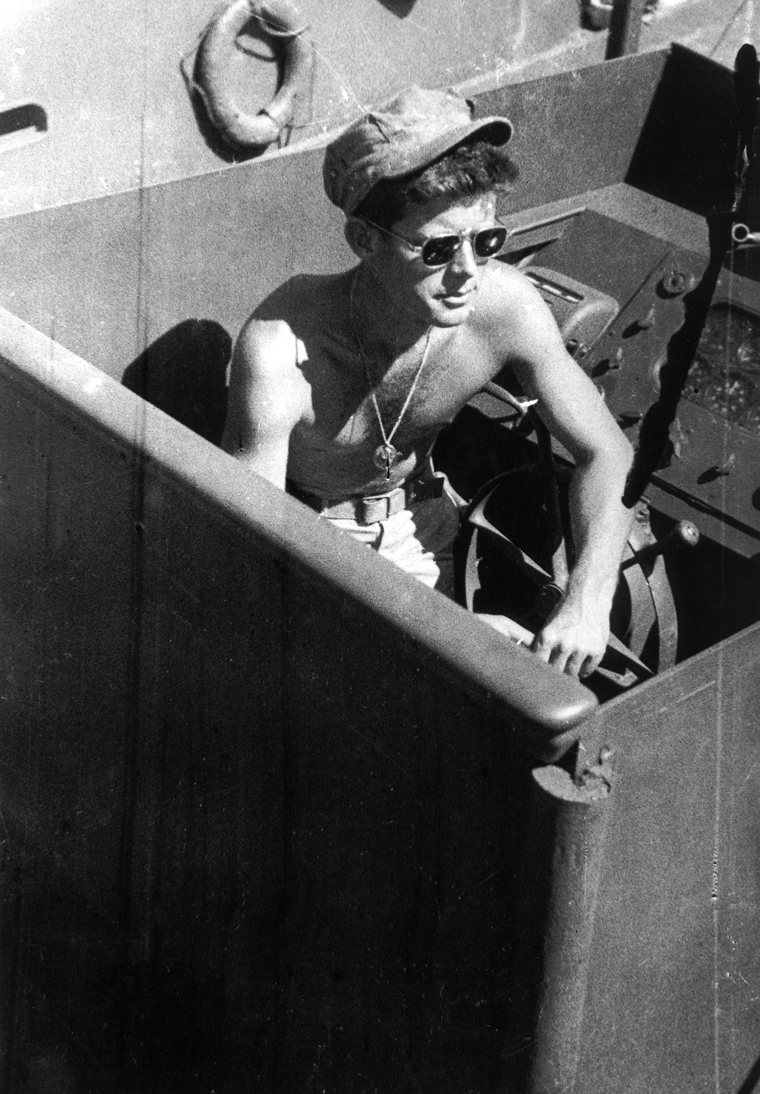
Adulții tineri care se luptă în cel de-al doilea război mondial s-au născut la începutul secolului al XX-lea, ca și comandantul PT109, John F. Kennedy (1917). Ele fac parte din generația GI, care urmează arhetipul eroic.

Eroii (civicii) intră în copilărie după o Deșteptare, în timpul unei Destrămări, o vreme de pragmatism individual, de autonomie personală și laissez-faire. Eroii cresc drept copii din ce în ce mai protejați după Deșteptare, se maturizează ca tineri adulți optimiști orientați spre echipă în timpul unei crize, devin energici și încrezători la vârsta mijlocie, și ajung vârstnici cu putere politică, atacați de o altă Deșteptare. Exemple: generația GI, milenialii.

#### Artiștii
Artiștii (adaptivii) intră în copilărie după o Destrămare, în timpul unei Crize, o perioadă în care mari pericole diminuează complexitatea socială și politică în favoarea consensului public, a instituțiilor agresive și a unei etici a sacrificiului personal. Artiștii cresc supraprotejați de adulții preocupați de criză, se maturizează ca adulți tineri socializați și conformiști ai unei lumi postcriză, ajung în viața mijlocie lideri orientați către proces în timpul unei Deșteptări și devin vârstnici empatici post-Deșteptare.
Exemple: generație progresistă, generația tăcută, generația Z 

### Rezumat
- O viață medie este de 80 de ani și constă din patru perioade de ~ 20 de ani 
  - Copilărie → Tânăr adult → Vârstă medie → Bătrânețe
- O generație este un grup de oameni născuți la fiecare 20 de ani 
  - Baby Boomers → Gen X → Mileniali → Homelanders
- Fiecare generație are experiența a patru cotituri la fiecare ~ 80 de ani 
  - Apogeu → Deșteptare → Destrămare → Criză
- O generație este considerată "dominantă" sau "recesivă" în funcție de cotitura trăită în tinerețea adultă. Dar, pe măsură ce o generație de tineri se maturizează și își definește personalitatea sa colectivă, un arhetip generațional opus se află la vârful său de putere la vârsta mijlocie. 
  - Dominant: comportament independent + atitudini în definirea unei ere
  - Recesiv: rol dependent în definirea unei ere
- Generații dominante 
  - Profeții: Deșteptarea ca adulți tineri. Deșteptarea, definită: Instituțiile sunt atacate în numele autonomiei personale și spirituale
  - Eroii: Criza ca adulți tineri. Criza, definită: Viața instituțională este distrusă și reconstruită ca răspuns la o amenințare percepută pentru supraviețuirea națiunii
- Generații recesive 
  - Nomazii: Destrămarea ca adulți tineri. Destrămarea, definită: Instituțiile sunt slabe și nesigure, individualismul este puternic și înfloritor
  - Artiștii: Apogeul când devin adulți tineri. Apogeul, definit: Instituțiile sunt puternice și individualismul este slab

## Timpul de generații și răsturnări
| Generație                            | Arhetip generațional     | Perioada anilor de naștere ai generației | Începe copilăria într-o epocă de | Perioada cotiturii       |
| Saeculum medieval târziu             | Saeculum medieval târziu | Saeculum medieval târziu                 | Saeculum medieval târziu | Saeculum medieval târziu |
| ------------------------------------ | ------------------------ | ---------------------------------------- | --- | ------------------------ |
| Generația arturiană                  | Eroi (Civici)            | 1433-1460 (28)                           | A treia cotitură: Destrămarea: Retragerea din Franța                                                                                         | 1435-1459 (24)0          |
| Generația umanistă                   | Artiști (Adaptivi)       | 1461–1482 (22)                           | A patra cotitură: Criza: Războiul Rozelor | 1459–1497 (28)           |
| Saeculum al Reformei (107 ani)       |                          |                                          | |                          |
| Generația Reformei                   | Profeți (Idealiști)      | 1483–1511 (29)                           | Prima cotitură: High: Renașterea tudoriană                                                                                                   | 1497–1517 (30)           |
| Generația represaliilor              | Nomazi (Reactivi)        | 1512–1540 (29)                           | A doua cotitură: Deșteptarea: Reforma Protestantă                                                                                            | 1517-1542 (25)           |
| Generația elisabetană                | Eroi (Civici)            | 1541–1565 (25)                           | A treia cotitură: Destrămarea: Restaurația Mariană, Contrareforma                                                                            | 1542–1569 (27)           |
| Generația parlamentară               | Artiști (Adaptivi)       | 1566–1587 (22)                           | A patra cotitură: Criza: Criza Armadei | 1569–1594 (25)           |
| Saeculum al Lumii Noi (110 ani)      |                          |                                          | |                          |
| Generația puritană                   | Profeți (Idealiști)      | 1588–1617 (30)                           | Prima cotitură: Apogeu: Merrie England | 1594–1621 (27)           |
| Generația cavalerească               | Nomazi (Reactivi)        | 1618–1647 (30)                           | A doua cotitură: Deșteptarea: Deșteptarea Puritană, Controversa Antinomiană                                                                  | 1621–1649 (26)           |
| Generația glorioasă                  | Eroi (Civici)            | 1648–1673 (26)                           | A treia cotitură: Destrămarea: Războiul Civil Englez, Republica, Restaurația Stuarților                                                      | 1649–1675 (26)           |
| Generația iluministă                 | Artiști (Adaptivi)       | 1674–1700 (27)                           | A patra cotitură: Criza: Procesele vrăjitoarelor din Salem, Războiul Regelui Filip, Revoluția Glorioasă, Războiul Succesiunii Spaniole       | 1675–1704 (29)           |
| Saeculum Revoluționar (90 de ani)    |                          |                                          | |                          |
| Generația deșteptării                | Profeți (Idealiști)      | 1701–1723 (23)                           | Prima cotitură: Apogeu: Epoca imperială augustană                                                                                            | 1704–1727 (23)           |
| Generația libertății                 | Nomazi (Reactivi)        | 1724–1741 (18)                           | A doua cotitură: Deșteptarea: Marea Deșteptare, Iluminismul                                                                                  | 1727–1746 (19)           |
| Generația republicană                | Eroi (Civici)            | 1742–1766 (25)                           | A treia cotitură: Destrămarea: Războiul Indian și Francez, Imperialismul Britanic                                                            | 1746–1773 (27)           |
| Generația compromisului              | Artiștii (Adaptivi)      | 1767–1791 (25)                           | A patra cotitură: Criza: Revoluția Americană, Epoca revoluțiilor                                                                             | 1773–1794 (21)           |
| Civil War Saeculum (71 years)        |                          |                                          | |                          |
| Generația transcendentală            | Profeți (Idealiști)      | 1792–1821 (30)                           | Prima cotitură: Apogeu: Epoca Bunelor Sentimente                                                                                             | 1794–1822 (28)           |
| Generația aurită                     | Nomazi (Reactivi)        | 1822–1842 (21)                           | A doua cotitură: Deșteptarea: Deșteptarea Transcendentală, Romantismul, Aboliționismul                                                       | 1822–1844 (22)           |
| Generația Războiului Civil           | Eroi (Civici)1           |                                          | A treia cotitură: Destrămarea: Războiul Mexican și Secționalismul, Goana după aur, Vestul Sălbatic                                           | 1844–1860 (16)           |
| Generația progresistă                | Artiști (Adaptivi)       | 1843–1859 (17)                           | A patra cotitură: Criza: Războiul Civil American                                                                                             | 1860–1865 (5)            |
| Saeculum al Marii Puteri (81 de ani) |                          |                                          | |                          |
| Generația misionară                  | Profeți (Idealiști)      | 1860–1882 (23)                           | Prima cotitură: Apogeu: Reconstrucția, Epoca Aurită                                                                                          | 1865–1886 (21)           |
| Generația pierdută                   | Nomazi (Reactivi)        | 1883–1900 (18)                           | A doua cotitură: Deșteptarea: Deșteptarea misionară, Epoca progresistă                                                                       | 1886–1908 (22)           |
| Generația G.I.                       | Eroi (Civici)            | 1901–1924 (24)                           | A treia cotitură: Destrămarea: Primul Război Mondial, Prohibiția, Roaring Twenties                                                           | 1908–1929 (21)           |
| Generația tăcută                     | Artiști (Adaptivi)       | 1925–1942 (18)                           | A patra cotitură: Criza: Marea Criză, al Doilea Război Mondial, Dust Bowl                                                                    | 1929–1946 (17)           |
| Saeculum milenial (82+ ani)          |                          |                                          | |                          |
| Generația Baby Boom                  | Profeți (Idealiști)      | 1943–1960 (18)                           | Prima cotitură: Apogeu: SUA ca superputere, epoca de aur a capitalismului                                                                    | 1946–1963 (17)           |
| Generația X2                         | Nomazi (Reactivi)        | 1961–1981 (21)                           | A doua cotitură: Deșteptarea: Revoluția Conștiinței, A patra mare deșteptare                                                                 | 1963–1983 (20)           |
| Milenialii (Generația Y)3            | Eroi (Civici)            | 1982–2004 (23)                           | A treia cotitură: Destrămarea: Războaiele Culturale, Postmodernismul, Neoliberalismul, Marea Regresie, Războiul din Golf                     | 1984–2008 (24)           |
| Generația Homeland (Generația Z)4    | Artiști (Adaptivi)       | 2005–prezent (20)                        | A patra cotitură: Criza: Marea Recesiune, Războiul împotriva Terorismului, schimbările climatice, al Doilea Război Rece, epidemia de opioide | 2008-                    |

Notă (0): Strauss și Howe stabilesc datele de începere și sfârșit de cotitură nu pe durata anilor generațiilor, ci când generația anterioară ajunge la vârstă adultă. O generație „de vârstă” este semnalată de un „eveniment declanșator” care marchează punctul de schimbare — sfârșitul unei cotituri și începutul uneia noi. De exemplu, „evenimentul declanșator” care a marcat maturizarea pentru Generația Baby Boom a fost asasinarea lui John F. Kennedy. Aceasta a marcat sfârșitul unei prime cotituri și începutul unei a doua. Din acest motiv, datele de început și de sfârșit nu se potrivesc exact cu anii de naștere generaționali, ci au tendința de a începe și de a se încheia câțiva ani după ce generațiile au trecut. Acest lucru explică, de asemenea, de ce o generație este descrisă că a "intrat în copilărie" într-o anumită cotitură, mai degrabă decât „s-a născut în timpul” unei anumite cotituri. 
Notă (1): Potrivit lui Strauss și lui Howe, tipurile lor de generații au apărut în istoria anglo-americană într-o ordine fixă de mai bine de 500 de ani, cu o singură perturbare, care a avut loc în Saeculumul Războiului Civil. Ei spun că motivul pentru acest lucru se datorează faptului că, potrivit graficului, Războiul Civil a venit cu aproximativ zece ani prea devreme; generațiile adulte au permis celor mai rele aspecte ale personalităților lor generaționale să iasă în prim plan; iar progresiștii au crescut traumatizați, și nu înnobilați, așa cum ar fi trebuit. Ca urmare, în acest ciclu, nu există o generație de eroi. 
Notă (2): Strauss și Howe au folosit inițial numele "Generația a 13-a" în cartea Generations, care a fost publicată cu doar câteva săptămâni înainte ca Douglas Coupland să publice Generation X: Tales for an Accelerated Culture, dar ulterior au adoptat termenul "Generația X". Generația este astfel numerotată, deoarece este a treisprezecea generație în viață de la Independența Americană (numărătoare înapoi până la Benjamin Franklin). 
Notă (3): Deși nu există încă un nume universal acceptat pentru această generație, „milenialii”, un termen pe care Strauss și Howe l-au inventat, a devenit cel mai răspândit. Alte denumiri folosite în legătură cu aceasta sunt generația Y (cum este generația care urmează generației X) și "generația netă". 
Notă (4): Noua generație silențioasă a fost un nume propus de Howe și Strauss în istoria lor demografică a Americii, Generations, pentru a descrie persoanele ale căror ani de naștere au început la mijlocul anilor 2000, cu un punct final în jurul anului 2020. Howe îi numește acum „generația Homeland” deoarece au intrat în copilărie sub măsurile de protecție ale Departamentului Homeland Security.
Notă (5): Nu există un acord coerent între participanții la consiliul de discuții al IV-lea Turning, că 9/11 și războiul împotriva terorii se află pe deplin într-o eră de criză. Lipsa oricărei încercări de restrângere a cheltuielilor de consum prin impozite sau raționamente și reducerile fiscale ale timpului sugerează că orice eră de criză poate să fi început, dacă este deloc, mai târziu, ca după uraganul Katrina sau spargerea financiară din 2008 . 
Lungimea de bază a ambelor generații și a tocăturilor - aproximativ douăzeci de ani - derivă din lungi vieți sociale și biologice determinate.      Acesta este motivul pentru care a rămas relativ constant de-a lungul secolelor.  Unii au susținut că creșterea rapidă a tehnologiei în ultimele decenii scurtează durata unei generații.  Potrivit lui Strauss și lui Howe, însă, acest lucru nu este cazul. Atâta timp cât tranziția la vârsta adultă are loc în jurul vârstei de 20 de ani, trecerea la viața mijlocie în jurul vârstei de 40 de ani și trecerea la vârsta înaintată în jurul vârstei de 60 de ani, se spune că lungimea de bază a ambelor generații și răsturnări vor rămâne aceleași. 
În cartea sa The Fourth Turning, cu toate acestea, Strauss și Howe spun că limitele exacte ale generațiilor și răsturnărilor sunt neregulate. Ritmul generațional nu este ca anumite cicluri simple, anorganice în fizică sau astronomie, unde timpul și periodicitatea pot fi prezise la cel de-al doilea. În schimb, seamănă cu ciclurile complexe, organice ale biologiei, unde intervalele de bază suferă, dar timpul exact este greu de prevăzut. Strauss și Howe compară ritmul saecular cu cele patru anotimpuri, despre care se spune că apar în aceeași ordine, dar cu un timp ușor diferit. La fel cum iarnă poate veni mai devreme sau mai târziu, și să fie mai mult sau mai puțin sever în orice an, același lucru este valabil pentru o a patra întoarcere în orice saeculum dat. 

## Poziția actuală a Statelor Unite în ciclu
Potrivit lui Strauss și Howe, există multe amenințări potențiale care ar putea alimenta un sentiment din ce în ce mai mare de urgență publică în ceea ce privește progresul a patra transformare, inclusiv un atac terorist, un colaps financiar, un război major, o criză a proliferării nucleare, lipsa de energie sau noi războaie civile. Ciclul de generații nu poate explica rolul sau calendarul acestor amenințări individuale. Nici nu poate explica marile evenimente ale istoriei, cum ar fi bombardarea lui Pearl Harbor, asasinarea președintelui Kennedy sau 9/11 . Ceea ce poate face ciclul generațional, în opinia lui Strauss și Howe, este explicația modului în care societatea ar putea răspunde la aceste evenimente în diferite epoci. Este răspunsul, nu evenimentul inițial, care definește o epocă conform teoriei. Potrivit lui Strauss și Howe, perioada de criză durează aproximativ 20 de ani.  

## Recepție critică
Reluarea lui Strauss și Howe a istoriei printr-o lentilă generațională a primit recenzii mixte. Mulți comentatori au lăudat autori pentru ambiția, erudiția și accesibilitatea acestora. De exemplu, fostul vicepreședinte american Al Gore, care a absolvit Universitatea Harvard împreună cu dl Strauss, a numit Generațiile: Istoria viitorului Americii, între anii 1584 și 2069, cea mai stimulativă carte din istoria americană pe care o citea vreodată. El chiar a trimis o copie fiecărui membru al Congresului.  Teoria a influențat în domeniul studiilor de generații, al marketingului și al managementului afacerilor. Cu toate acestea, a fost criticat de mai mulți istorici și de unii oameni de știință politică și de jurnaliști ca fiind extrem de determinist, non-falsificabil și neacceptat de dovezi riguroase.   

### Generații: Istoria viitorului Americii, 1584 - 2069
După publicarea primelor cărți Generații, Martin Keller, profesor de istorie la Universitatea Brandeis, a spus că autorii "și-au făcut temele". El a spus că teoria lor ar putea fi văzută ca pop-sociologie și că va "veni pentru mult mai multe critici ca istorie. Dar este aproape întotdeauna adevărat că cu cât lărgi mai mult plasa, cu atât mai multe găuri va avea. Și admir [îndrăzneala autorilor]. "  Sociologul Harvard, David Riesman, a spus că cartea a arătat o "înțelegere impresionantă a multor biți teoreticieni și istorici". Suplimentul literar Times a numit-o "fascinantă" și "cam vagă și plauzibilă ca predicțiile astrologice".  Editorii săptămânali au numit-o "la fel de lătrată ca un horoscop de ziar".  

### A patra întoarcere
În revistă pentru Boston Globe, istoricul David Kaiser a numit The Fourth Turning "o schiță provocatoare și extrem de distractivă a istoriei americane, Strauss și Howe au luat un joc de noroc". "Dacă Statele Unite vor face calm până în 2015, munca lor se va sfârși în istoria ashcanului, dar dacă au dreptate, ei își vor lua locul printre marii profeți americani".  Kaiser a susținut de atunci că se pare că au avut loc previziunile lui Strauss și Howe privind criza viitoare, invocând evenimente precum 9/11,  criza financiară din 2008  și recenta criză politică. 
Kaiser a încorporat teoria lui Strauss și Howe în două lucrări istorice ale propriei sale tragedii americane: Kennedy, Johnson, și originea războiului din Vietnam (2000) și No End Save the Victory: Cum FDR a condus națiunea în război (2014).   Michael Lind, un istoric și cofondator al Fundației New America, a scris că The Fourth Turning (1997) a fost vagă și a intrat în domeniul " pseudoscienței "; "cele mai multe predicții ale autorilor despre viitorul american se dovedesc a fi la fel de vagi ca și cele ale cookie-urilor de noroc".   Lind a spus că teoria este, în esență, " non-falsificabilă " și "mistică", deși credea că autorii au avut unele cunoștințe despre istoria modernă a Americii. 
Pentru The New York Times în 2017, jurnalistul câștigător al Pulitzer, Jeremy Peters, a scris că "mulți istorici universitari resping cartea ca fiind științifică, ca astrologie sau un text Nostradamus". 
Sean Wilentz, profesor de istorie americană la Universitatea Princeton, a spus: "Este doar o înflăcărare. Este o ficțiune, este totul făcut ", a spus Wilentz despre modelele istorice ciclice. Nu e nimic pentru ei. Sunt doar invenții. " 

### Al 13-lea Gen
În 1993, Andrew Leonard a revizuit cartea a 13-a Gen: Abort, Retry, Ignoră, Fail? . El a scris "ca autorii (Strauss și Howe) atacă necontenit cultura abuzivă a copiilor abuzivi din anii 1960 și anii '70 și se bucură de insultă după insultarea propriei lor generații - caricatura Baby Boomers ca contra-culturale, cu părul lung, hedonisti obsedati de sex - agendele lor reale incepe sa se repete. Acea agendă devine clară în parte din lista lor de dorințe cu privire la felul în care a 13-a generație ar putea influența viitorul: "13ers vor inversa direcțiile culturale frenetice și centrifuge din anii lor mai tineri. Acestea vor curăța divertismentul, vor de-diversifica cultura, vor reinventa simbolurile de bază ale unității naționale, vor reafirma ritualurile de legare a familiei și a vecinătății și vor restabili barierele pentru a amorti comunitățile de răsturnări nedorite. " 
Din nou, în 1993, scrisul pentru The Globe and Mail, Jim Cormier a revizuit aceeași carte: "Boomerii auto-descriși Howe și Strauss nu adaugă un strat profund de analiză la observațiile anterioare ale presei pop. Dar, pentru a face o trecere în revistă mai amănunțită a problemelor și preocupărilor grupului pe care ei îl numesc "13ers", au creat un grund valoros pentru alți fogei care se simt serios în afara contactului. Cormier a scris că autorii "au ridicat cât mai multe întrebări noi ca răspunsuri despre generația care nu vrea să fie o generație. Dar cel puțin ei au făcut un efort onest, empatic și binevoitor de a pune capăt decalajului amar dintre douăzeci și șaptezeci de ani ". 
În 1993, Charles Laurence la London Daily Telegraph a scris că, în al 13-lea, Strauss și Howe au oferit acestei generații de tineri "o definiție relativ neutră ca a 13-a generație americană de la părinții fondatori".  Conform revizuirii lui Alexander Ferron din revista Eye, "al 13-lea Gen este cel mai bine citit ca lucrarea a doi istorici de vârf. În timp ce agenda sa este cea de-a 13-a generație, ea poate fi văzută și ca o istorie incredibil de bine scrisă și exhaustivă a Americii între anii 1960 și 1981 - examinând epoca prin tot, cu excepția subiecților istorici tradiționali (război, politică, foamete etc). " 
În anul 2011, Jon D. Miller, la studiul longitudinal al tineretului american, finanțat de Fundația Națională de Științe  scris că definiția anilor de naștere (1961-1989) a " Generației X " ("Al 13-lea gen") utilizate pe scară largă în literatura populară și academică. 

### Millenniali în creștere
David Brooks a revizuit cartea de urmărire despre următoarea generație intitulată Millennials Rising (2000). " Millennials " este un termen inventat de Strauss și Howe.  Brooks a scris: "Aceasta nu este o carte bună, dacă prin bine înțelegeți tipul de carte în care autorii au analizat riguros probele și au sprijinit cu atenție afirmațiile lor cu date. Dar este o carte foarte bună. Este plin cu nuggeturi interesante. Este scris în mod intens. Și dacă te scapi de mumbo-jumbo de generație, iluminează schimbările care par să aibă loc. "  Mai mult, Brooks a scris că generațiile nu sunt tratate în mod egal: "Practic, sună ca și cum America are cele două generații cele mai mari la fiecare capăt al scării de vârstă și două crummiestare în mijloc". 
În 2001, recenzorul Dina Gomez a scris în NEA Today că își dau cazul "convingător", cu "analiză interesantă a culturii populare", dar a recunoscut că "supra-generalizează". Gomez a argumentat că este "greu să reziste viziunii sale pline de speranță pentru copiii noștri și viitorul nostru". 
Millennials Rising atribuie celor Millenniali șapte "trăsături esențiale": speciale, adăpostite, încrezători, orientate spre echipă, convenționale, presate și realizate. Un raport al Croniciei pentru Învățământul Superior din 2009 a comentat că Howe și Strauss au bazat aceste trăsături fundamentale pe un "amestec de referate, statistici și referințe pop-culturale" și pe sondajele a aproximativ 600 de seniori din județul Fairfax din Virginia, un județ bogat cu venitul median al gospodăriei aproximativ de două ori mai mare decât media națională. Raportul la descris pe Millennials Rising ca pe o "revoluție a știrilor bune" făcând "previziuni profunde" și descriind Mileniile drept "urmași ai regulilor care erau angajați, optimizați și îndrăgostiți", comentând "cartea a dat educatorilor și zeci de milioane de părinți, un sentiment cald, spunând care nu ar vrea să audă că copiii lor sunt deosebiți? " 

### General
În 1991, Jonathan Alter a scris în The Newsweek că Generații era o "analiză provocatoare, erudită și angajată a ritmurilor vieții americane". Cu toate acestea, a crezut că a fost, de asemenea, un "horoscop istoric elaborat, care nu va rezista niciodată controlului științific". El a continuat: "aceste personalități secvențiale" sunt adesea prostești, dar cartea oferă o serie de dovezi noi că istoria americană este într-adevăr ciclică, așa cum a argumentat de mult Arthur Schlesinger Jr. " Dar el sa plâns: "Granițele generaționale sunt clar arbitrare. Autorii se alătură tuturor celor născuți din 1943 până la sfârșitul anului 1960 (Baby Boomers), un grup ale cărui două extreme au puține în comun. Și previziunile sunt ușoare și nesăbuite. " El a concluzionat: "Atât de distractiv și informativ, adevărul despre generalizările generaționale este că ele nu sunt, în general, satisfăcătoare".  Arthur E. Levine, fost președinte al Colegiului Profesorilor din Universitatea Columbia, a declarat: "Imaginile generațiilor sunt stereotipuri. Există unele diferențe care stau în evidență, dar există mai multe asemănări între elevii din trecut și prezent. Dar dacă ați scris o carte care să spună asta, cât de interesantă ar fi aceasta? " 
Ca răspuns la criticile pe care le au despre stereotipul sau generalizarea tuturor membrilor unei generații, autorii au spus: "Nu am încercat niciodată să spunem că orice generație individuală va fi monocromatică. Se va include în mod evident tot felul de oameni. Dar, pe măsură ce vă uitați la generații ca unități sociale, considerăm că este cel puțin la fel de puternic și, în opinia noastră, mult mai puternic decât alte grupări sociale, cum ar fi clasa economică, rasa, sexul, religia și partidele politice. " 
Gerald Pershall a scris în 1991: " Generațiile sunt garantate că vor atrage pop-istoria și pop-urile pop-science. Printre istoricii profesioniști, se confruntă cu o vânzare mai dură. Specialiștii de epocă vor rezista ideii că perioada lor este asemănătoare cu altele. Teoriile mistuitoare ale istoriei sunt mult timp în modă în sălile de iederă, iar lipsa autorităților academice nu le va ajuta cauza. Cvartetul generațional este "prea lejer" și "prea curat", spune un istoric Yale. "Predicția este pentru profeți", a criticat William McLoughlin (fost profesor de istorie la Brown), care a spus că este greșit să creadă că "dacă puneți suficiente date împreună și aveți suficiente diagrame și grafice, ați făcut istoria într-o știință. " El a mai spus că cartea ar putea primi o recepție mai prietenoasă în departamentele de sociologie și științe politice decât departamentul de știință. 
Sociologul David Riesman și politologul Richard Neustadt au oferit o laudă puternică, dacă este calificată. Riesman a descoperit în lucrare o "înțelegere impresionantă a multor biți teoreticieni și istorici", iar Neustadt a spus că Strauss și Howe "pun întrebări blestemate importante și îi onorez". 
În 1991, scriitorul și scriitorul New York Times, Jay Dolan, au criticat generațiile pentru că nu vorbeau mai mult despre clasă, rasă și sex, cărora Neil Howe le-a răspuns că "sunt probabil generalizări nu la fel de eficiente ca o generație pentru a spune ceva despre modul în care gândesc oamenii comporta. Unul dintre lucrurile pe care trebuie să le înțelegem este că majoritatea istoricilor nu privesc niciodată istoria în termeni de generații. Ei preferă să spună istoria ca un șir de lideri în vârstă de 55 de ani care întotdeauna tind să gândească și să se comporte în același fel - dar ei nu au și nu au niciodată. Dacă te uiți la felul în care conducătorii americanilor de 55 de ani acționau în anii 1960 - știi, ebulicitatea și încrederea JFK și LBJ și Hubert Humphreys - și le comparați cu liderii de azi din Congres - indecizia, lipsa siguranței - cred că ar trebui să fiți de acord că persoanele de 55 de ani nu acționează întotdeauna în același mod și că aveți de-a face cu forțe generatoare puternice la locul de muncă, care explică de ce o generație de veterani de război, eroi de război, iar o altă generație care a ajuns la vârstă în circumstanțe foarte diferite tind să aibă instincte foarte diferite despre a acționa în lume ". 
 

Răspunzând criticii din 1991, Bill Strauss a acceptat faptul că unii istorici ar putea să nu le placă teoria lor, pe care au prezentat-o ca o nouă paradigmă pentru a privi istoria americană, care au satisfăcut necesitatea unei viziuni unificatoare a istoriei americane: 
„People are looking for a new way to connect themselves to the larger story of America. That is the problem. We've felt adrift over the past 10 years, and we think that the way history has been presented over the past couple of decades has been more in terms of the little pieces and people are not as interested in the little pieces now. They're looking for a unifying vision. We haven't had unifying visions of the story of America for decades now, and we're trying to provide it in this book.

The kinds of historians who are drawn to our book -- and I'm sure it will be very controversial among academics because we are presenting something that is so new -- but the kinds who are drawn to it are the ones who themselves have focused on the human life cycle rather than just the sequential series of events. Some good examples of that are Morton Keller up at Brandeis and David Hackett Fischer. These are people who have noticed the power in not just generations, but the shifts that have happened over time in the way Americans have treated children and older people and have tried to link that to the broader currents of history.”
 În 2006, Frank Giancola a scris un articol în Planificarea resurselor umane care a declarat că "accentul pus pe diferențele generaționale nu este în general confirmat de cercetarea empirică, în ciuda popularității sale". 
În 2016 a fost publicat un articol care explică diferențele dintre generații, observate cu poziția angajatorului, prin dezvoltarea condițiilor de muncă inițiate de angajator.  Această evoluție se datorează concurenței firmelor de pe piața muncii pentru a primi mai mulți lucrători cu înaltă calificare. Noile condiții de lucru ca produs pe piață au un ciclu de viață clasic al produselor și, atunci când devin așteptări standard, răspândite, se schimbă în mod corespunzător. 
O critică a teoriei lui Strauss și a lui Howe și a studiilor de generații este că concluziile sunt excesive și nu reflectă realitatea fiecărei persoane din fiecare generație, indiferent de rasă, culoare, origine națională, religie, sex, vârstă, dizabilitate sau informații genetice .   De exemplu, Hoover a citat cazul Millennials scriind că "comentatorii au tendința să plesnească eticheta Mileniului pe adolescenți albi și bogați care realizează lucruri grozave pe măsură ce cresc în suburbii, care se confruntă cu anxietate atunci când se adresează colegilor super-selective și care mulŃumesc cu ușurinŃă, pe măsură ce părinŃii lor cu elicopterul se mișcă liniștitor deasupra lor. Eticheta tinde să nu apară în randamentele adolescenților care se întâmplă să fie minorități sau săraci sau care nu au câștigat niciodată o oră de ortografie. De asemenea, termenul nu se referă adesea la studenți din marile orașe și orașe mici, care nu sunt nimic cum ar fi Fairfax County, Va. Sau care nu au cunoștințe tehnologice. Sau care se luptă pentru a finaliza liceul. Sau care niciodată nu ia în considerare colegiu. Sau cine comit crime. Sau care suferă de prea puțin sprijin parental. Sau care renunță la colegiu. Și ei nu sunt Millenniali? " 
În cartea lor " Millennials Rising " din 2000 , ei au adus atenție copiilor mileniului imigranților din Statele Unite "care se confruntă cu provocări dificile".  Ei au scris că "o treime nu au asigurări de sănătate, trăiesc sub pragul sărăciei și locuiesc în locuințe supraaglomerate". 
Într-un articol din februarie 2017 din Quartz, doi jurnaliști au comentat această teorie: "este prea vagă pentru a fi dovedită greșită și nu a fost luată în serios de majoritatea istoricilor profesioniști. Dar este imperativ superficial și dezvăluie într-o oarecare măsură cum a evoluat istoria Americii de la fondarea sa ". 
Într-un articol din Politico din aprilie 2017, David Greenberg, profesor de istorie și studii media la Rutgers, a descris teoria generației Strauss-Howe ca fiind "teorii de crackpot". 
Un articol din 2017 din Quartz descria teoria generației Strauss-Howe drept "pseudosciență". 

## În cultura populară
Muzicianul american electronic Oneohtrix Point Niciodată nu a fost inspirat de The Fourth Turning pentru conceptul albumului său 2018 Age Of și a instalației sale de însoțire MYRIAD . 

## Vezi si
- Recurgerea istorică
- Criza politică la mijlocul vieții
- Cliodynamics
- Teoria ciclică
- Kondratiev val
- Teoria lui Olduvai
- Peter Turchin - cercetător în domeniul cliodinamicii care a declarat că, pe baza tendințelor anterioare, instabilitatea politică va crește în anii 2020 .
- Ciclul populației
- Teoria ciclului social

## linkuri externe
- Forum de discuții al teoriei generației Strauss și Howe Arhivat în 23 aprilie 2019, la Wayback Machine.